# Hermafrodit
En hermafrodit (fra den græske gud Hermaphroditos) er betegnelsen for et væsen – en plante eller et dyr – der selv har både "han-" og "hunkønsorganer" og således er i stand til at formere sig med begge køn. Man taler således også om at være tvekønnet.
Eksempelvis kan det nævnes, at en del planter er tvekønnede, mens alle arter af regnorme er det. 

## Ægte hermafroditisme blandt mennesker
Ægte hermafroditisme er ekstremt sjældent blandt mennesker. Personerne har som regel karyotypen 46,XX og kan enten have dominerende maskuline eller feminine ydre kendetegn.
Foruden den ægte hermafroditisme er der flere former for intersextilstande: gonadedysgenesi samt mandlig og kvindelig pseudohermafroditisme. Ved gonadedysgenesi kan personen have enten karyotypen 46,XY som en mand eller 45,X/46,XY. Personer med 46,XY vil have et feminint ydre, mens personer med 45,X/46,XY kan have såvel klart feminint som klart maskulint udseende, dog har de oftest tvetydigt udseende.
En mandlig pseudohermafrodit har normale kromosomer, 46,XY, men de ydre kendetegn er ikke klart maskuline. En kvindelig pseudohermafrodit har normale kromosomer, 46,XX, men har et maskulint udseende. Pseudohermafroditter har oftest vanskeligt ved at få børn. 
Den nuværende terminologi for personer, hvor det kromosomale, gonadale eller anatomiske køn er atypisk, blev imidlertid introduceret med ‘Chicago Consensus’ i 2006. Fænotypiske mænd med en kvindelig karyotype blev samlet under paraplybetegnelsen 46,XX forstyrrelser i kønsudviklingen (46, XX DSD), mens fænotypiske kvinder med en mandlig karyotype blev samlet under paraplybetegnelsen 46, XY forstyrrelser i kønsudviklingen (46, XY DSD).